# Up Where We Belong
«Up Where We Belong» és una cançó escrita per Jack Nitzsche, Buffy Sainte-Marie i Will Jennings que va ser gravada per Joe Cocker i Jennifer Warnes per a la pel·lícula de 1982 Oficial i cavaller. A Warnes se li va recomanar que cantés una cançó de la pel·lícula a causa dels seus èxits anteriors en bandes sonores, i va proposar un duet interpretat amb Cocker. Jennings va seleccionar diverses seccions de la partitura de Nitzsche i Sainte-Marie per crear l'estructura de la cançó i va afegir lletres sobre les lluites de la vida i l'amor i els obstacles que la gent intenta esquivar. Es va estrenar el juliol d'aquell any coincidint amb l'estrena de la pel·lícula.
La cançó va assolir el número u del Billboard Hot 100 als Estats Units i va encapçalar les llistes en diversos altres països. També va vendre més d'un milió de còpies als EUA i va ser reconeguda per la Recording Industry Association of America com una de les cançons del segle. Cocker i Warnes van rebre el Grammy a la millor interpretació pop d'un duo o grup amb veu, i Nitzsche, Sainte-Marie i Jennings van guanyar tant l'Oscar com el Globus d'Or a la millor cançó original.
El 1984, el duo de gospel BeBe & CeCe Winans en va gravar una variació religiosa que va ser emesa a les emissores de ràdio cristianes, i una nova versió el 1996 els va valer un premi GMA Dove. També se n'han utilitzat diverses versions per parodiar l'escena final de la pel·lícula en programes de televisió com Family Guy, Els Simpson i South Park. El fet que la cançó sigui una balada es va veure com un pas en fals en la carrera de Cocker, que s'havia construït a partir de la interpretació de rock i soul.

## Rerefons
El 24 de febrer de 1982, Joe Cocker va interpretar «I'm So Glad I'm Standing Here Today» amb el grup de jazz The Crusaders als premis Grammy. La seva col·laboració en la cançó d'un àlbum de Crusaders havia merescut una nominació aquell any a la categoria de Millor actuació inspiradora. La cantant i compositora Jennifer Warnes va veure l'espectacle des de casa. Ella havia estat una fan de Cocker des de la seva adolescència i en un moment tenia un pòster d'ell a la paret que el mostrava actuant a Woodstock, i la seva estima pel cantant encara era evident aquella nit molts anys després. «Estava tan emocionada que estava cridant en veu alta d'alegria, saltant amunt i avall… Després d'una difícil batalla amb les drogues i l'alcohol, Joe va tornar a estar al comandament total. Vaig saber en aquell moment que cantaria amb Joe.»

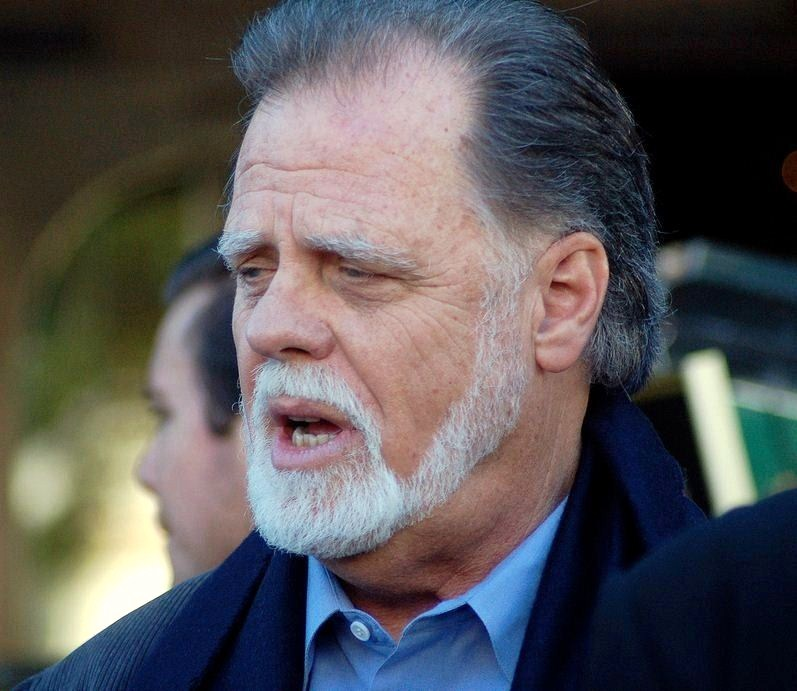
El director Taylor Hackford no va rebre el pressupost per produir una nova cançó per a Oficial i cavaller.

Mentrestant, feien plans perquè Oficial i cavaller fos distribuït per Paramount Pictures, i l'executiu de l'estudi Frank Mancuso insistia a tenir algun tipus de música per promocionar la pel·lícula. El director de la pel·lícula, Taylor Hackford, també estava interessat a produir una cançó del títol original per ajudar a comercialitzar-la, però no hi havia pressupost restant per a tal enregistrament. Va continuar amb la idea de totes maneres, treballant amb Joel Sill, que aleshores era el cap de música de Paramount, sense que ningú més a l'estudi sàpigues que ho estaven fent. El director va consultar al seu amic Gary George per seleccionar un artista de gravació per a la cançó. George, l'antic cap de publicitat de Warner Bros. Records, n'havia esdevingut recentment el gerent i li va suggerir Warnes, que era un client seu.
| «                 | (anglès) The original idea to sing with Joe was mine. | (català) La idea original de cantar amb Joe va ser meva | » |
| — Jennifer Warnes |                                                       |                                                         |   |

Una de les sis cançons que Warnes havia col·locat a la meitat superior del Billboard Hot 100 en aquell moment era l'èxit número sis «Right Time of the Night» de 1977. La banda sonora va incloure la cançó, candidata a l'Oscar «One More Hour» de Ragtime i la guanyadora de l'Oscar «It Goes Like It Goes» de Norma Rae, que, com la pel·lícula de Hackford, també tenia un personatge femení principal que treballava a una fàbrica. Hackford va rebutjar inicialment la idea que Warnes cantés una cançó per a Offcial i cavaller «perquè sentia que tenia un so massa dolç», però Warnes es va reunir amb Sill i va discutir la possibilitat de fer-ho: «Li vaig suggerir a Joel que cantaria en aquesta pel·lícula un duet amb Joe Cocker». Sill va pensar que aquesta era una idea interessant però havia de convèncer a Hackford d'això. Va dir: «Vaig parlar amb Taylor, ja que la pel·lícula es centrava principalment en Richard [Gere] i Debra [Winger], que potser hauríem de fer un duet» i que amb Cocker i Warnes estarien «combinant els personatges fins a cert punt. La dinàmica entre tots dos era el suau i el aspre, que, fins a cert punt, el personatge de Debra Winger era molt, molt suau a la imatge, tot i que estava en un entorn aspre. I el personatge de Richard Gere, fins a cert punt, era realment un personatge dur fins que ella el va suavitzar.» Hackford va pensar que la idea tenia potencial i ara tenia un altre amic de la indústria musical per demanar-li un favor. Chris Blackwell era el propietari de Island Records, i Cocker estava gravant ara per Island. «Vaig trucar a Chris i li vaig dir que volia fer això, i ell només, per telèfon, va dir:» D'acord, faré que això passi». El que inicialment va convèncer Cocker de treballar en el projecte, però, va ser una petita part de la lletra. Ho va descriure com «la part 'd'Amunt', que és el que em va fer adonar-me que tenia potencial. Era tan inusual: «Love, lift us up» (Amor, aixeca'ns).

## Composició i lletra
L'última escena de la pel·lícula portava la història a un final feliç, i Hackford va voler que durant els crèdits sonés una cançó que actués com a reflex de la relació retratada i incorporés el tema musical compost per Jack Nitzsche i Buffy Saint-Marie. Nitzsche volia que Sainte-Marie n'escrigués la lletra, però els seus antecedents en la música popular van fer que Sill i Hackford busquessin cap a un altre lloc. Sill va convidar un lletrista amb qui havia treballat abans, Will Jennings, a l'estudi per veure un tall de la pel·lícula, i això va donar inspiració a Jennings per a l'estructura i la lletra del que es va convertir en «Up Where We Belong». «I durant tota la pel·lícula vaig estar escoltant aquests fragments de música i, al final, la tenia al cap, ja saps, com hi havia una cançó. Vaig escoltar un cor aquí i un vers aquí i un pont allà, i quan vaig acabar, Joel era allà i vaig dir: «Joel, només dona'm tota la música», tota la música de Nitzsche «perquè jo tinc una idea.» Quan Jennings va presentar a Hackford la seva demo, el director va considerar que encaixava perfectament.
Segons Musicnotes.com d'Alfred Music Publishing, «Up Where We Belong» està escrit en temps comú. És en la tonalitat de re major i es canta en una gamma vocal des de A₃ fins a G₅. La lletra «parla de les lluites de la vida i de l'amor i dels obstacles en el camí que intentem esquivar».

## Gravació i conseqüències
Sill va descriure Stewart Levine com el «productor discogràfic que creiem que ens donaria la interpretació correcta de la cançó, li afegiria una mica d'ànima i també la convertiria en un disc d'èxit al mateix temps», però Levine va dubtar a l'hora de viatjar des de la seva casa a l'estat de Nova York fins a Califòrnia per a la feina. Va considerar que valdria la pena, però, perquè Jennings estava involucrat. Quan Jennings li va tocar la demo per telèfon, Levine va respondre que era «great" (genial), i Warnes estava segur que «Up Where We Belong» seria un èxit. Cocker, d'altra banda, va descriure la demo com «terrible», malgrat la seva apreciació d'algunes de les lletres i el fet que Jennings era el lletrista de «I'm So Glad I'm Standing Here Today» i el seu senzill més recent, «Talking Back to the Night».
Cocker volia fer l'enregistrament per la seva banda, així que Levine va fer que Warnes enregistrés la seva veu per separat. Cocker havia fet una pausa en la seva gira per volar a Los Angeles per a la sessió, però quan va arribar el moment de gravar ell, tal com ho va descriure Hackford, «estava aterrit. Ni tan sols volia entrar a l'estudi. Stewart Levine va haver de convèncer-lo a sortir de l'hotel per portar-lo allà.» Cocker va admetre: «M'havia assegut amb les paraules a la tarda, però encara no les recordava, així que les vam haver de dibuixar en grans blocs de fusta i coses». Es va fer una gravació on les dues veus s'empalmaven, però Warnes va explicar com de persuasiu va ser el seu productor a l'hora de convèncer Cocker d'accepta gravar la cançó junts: «Stewart Levine va insistir suaument en el duet. Stewart va entendre que el contrast de les nostres veus, la química auditiva, funcionaria. Així que Joe i jo vam cantar la cançó junts. Una o dues preses, això va ser tot.» Cocker va veure una cançó d'èxit un cop es va completar i va dir: «Sabia que era el número u. Altres persones deien: «Bé… potser», però jo ho podia sentir.»
Hackford va dir que «la versió final va ser màgia absoluta, o almenys Joel i jo ho vam pensar». Ara havien de presentar aquesta cançó que no tenien pressupost per fer als executius de Paramount. «Quan el vam tocar per a Michael Eisner i Don Simpson, van odiar el disc i van dir que mai seria un èxit». Simpson fins i tot va apostar 100 dòlars a Sill que no ho seria. Hackford i Sill «van trucar a un altre executiu discogràfic destacat, que va dir: «Oblida't. Jennifer Warnes mai ha tingut una cançó d'èxit i Joe Cocker és passat.» Eisner i Simpson van fer que Hackford «es trobés amb diversos artistes d'enregistrament amics seus que van intentar escriure cançons, però les seves cançons no encaixaven amb la pel·lícula». Hackford va dir: «Finalment, un dels artistes famosos que hi participava va mirar la pel·lícula i va dir, en el seu crèdit:"Ei, puc escriure alguna cosa, però no funcionarà tan bé com la cançó que tens». Com que s'estaven acabant el temps abans de l'estrena de la pel·lícula, Eisner i Simpson finalment van cedir, i «Up Where We Belong» va fer el tall final de la pel·lícula i es va estrenar com a senzill el 22 de juliol de 1982.

## Recepció
Algunes emissores de ràdio es van negar a reproduir «Up Where We Belong», fins i to van tornar les còpies a Island Records. Cocker va dir: «Recordo anar a les seves oficines a Nova York. Vaig entrar i vaig dir: «Com està el senzill?» I aquest tipus Mike Abrahams, que treballava allà, va dir: «Això és el que fa», i l'oficina estava amuntegada de devolucions.» El senzill podria haver estat gravat per promoure la pel·lícula, però segons Warnes va ser la reeixida de la pel·lícula que va fer vendre el disc.
«Up Where We Belong» va debutar al Billboard Hot 100 al número del 21 d'agost d'aquell any i va passar tres setmanes al número u durant les 23 setmanes que hi era llistada. Aquell mateix número també aparèixer per primera vegada a la llista de les 50 cançons d'Adult Contemporary més populars dels Estats Units, on va romandre durant 25 setmanes, sis de les quals en la seva posició millor al número tres. També va assolir el número set a la llista de singles del Regne Unit l'any 1983 i va rebre la certificació de Plata de la indústria fonogràfica britànica l'1 de febrer d'aquell any per aconseguir 250.000 còpies venudes. La Recording Industry Association of America va atorgar a la cançó la certificació d'or i platí per vendre 500.000 i un milió de còpies, respectivament, el 17 de gener de 1989.
Billboard va revisar el senzill al moment del seu llançament al seu número del 31 de juliol. «Aquesta parella vocal poc probable podria resultar menys llarga del que sembla, atesos els guanys recents obtinguts per altres associacions de bandes sonores. Afegint-hi l'afecte constant de la ràdio pels duets forts i una actuació moderada de Cocker que el feia coincidir més amb l'estil més suau de Warnes, i aquesta cançó va sentir-se a les estacions de música pop i adult/contemporani.» Segons Matthew Greenwald d'AllMusic és «Una peça d'artesania de cançons pop inspirada en el gospel, la cançó es mou amb una gràcia subjacent i una bellesa subtil. La fe, la virtut i, sí, el poder de l'amor són el nucli líric aquí, i [els compositors] ho transmeten amb un estil lletrat i atemporal. Veritablement un estàndard pop modern».

## Premis i reconeixements
El 29 de gener de 1983, Jennings, Nitzsche i Sainte-Marie van guanyar el Globus d'Or a la millor cançó original. Cocker i Warnes van guanyar el premi Grammy a la millor interpretació pop d'un duo o grup amb veu el 23 de febrer d'aquell any. Dos mesos després, l'11 d'abril, els compositors van guanyar l'Oscar a la millor cançó original. També van guanyar el premi de pel·lícula BAFTA a la millor cançó original el 1984. A la llista de Cançons del Segle compilada per la Recording Industry Association of America l'any 2001, la cançó figurava al número 323. El 2004, va acabar al número 75 de la llista AFI's 100 anys… 100 Cançons de les millors cançons del cinema estatunidenc, i el 2016, una de les interpretacions en directe de la cançó del duet es va classificar al número 18 de la llista de la revista Rolling Stone de les 20 millors interpretacions dels Oscar a la millor cançó. El 2020, es va incloure a la llista de la revista Billboard dels 25 duets de cançons d'amor més grans.

## Actuacions en directe
Warnes i Cocker van mantenir un acord que mai sincronitzarien els llavis les seves interpretacions de la cançó. Una de les seves primeres aparicions en directe va ser el 20 de novembre de 1982, episodi de Solid Gold. Saturday Night Live va seguir el 5 de febrer de 1983, i la seva actuació als 25è Premis Grammy anuals va arribar més tard aquell mes, el 23 de febrer. Entre bastidors dels Grammy Warnes va dir sobre la feina amb Cocker: «Em van dir que erem la parella més estranya que s'havia produït mai», i pel que fa a la seva aparició l'11 d'abril als Premis Oscar de 1982, va admetre: «Cap de nosaltres estàvem còmodes al món dels Oscar. Joe actuant amb un esmòquing blanc, jo amb tafetà rosa, que absurd.»
El 2013, Cocker va ser homenatjat a Berlín amb un premi Goldene Kamera, i Warnes es va unir a ell per cantar la cançó a la cerimònia. L'endemà de la mort de Cocker el 2014, Warnes va escriure: «Ahir em vaig adonar que mai tornarem a cantar la nostra cançó. Aquest pensament em fa sentir malalta. Ens vam conèixer l'any passat a Berlín per cantar junts. No sabia que seria la nostra última vegada.» La seva reacció visceral a la seva mort és paral·lela a la poderosa química que van tenir en les seves nombroses interpretacions de la cançó, que ella havia resumit anys abans: «Sempre vaig pensar que la parella tenia un fort anell de veritat. Era tan improbable, perquè Joe té aquesta coneguda energia masculina, molt crua. Jo era menys coneguda i tenia aquesta energia femenina molt vulnerable i per excel·lència i estàvem molt polaritzades, com sovint ho són els homes i les dones en aquests dies. Però ens vam trobar al mig.»

## Llegat

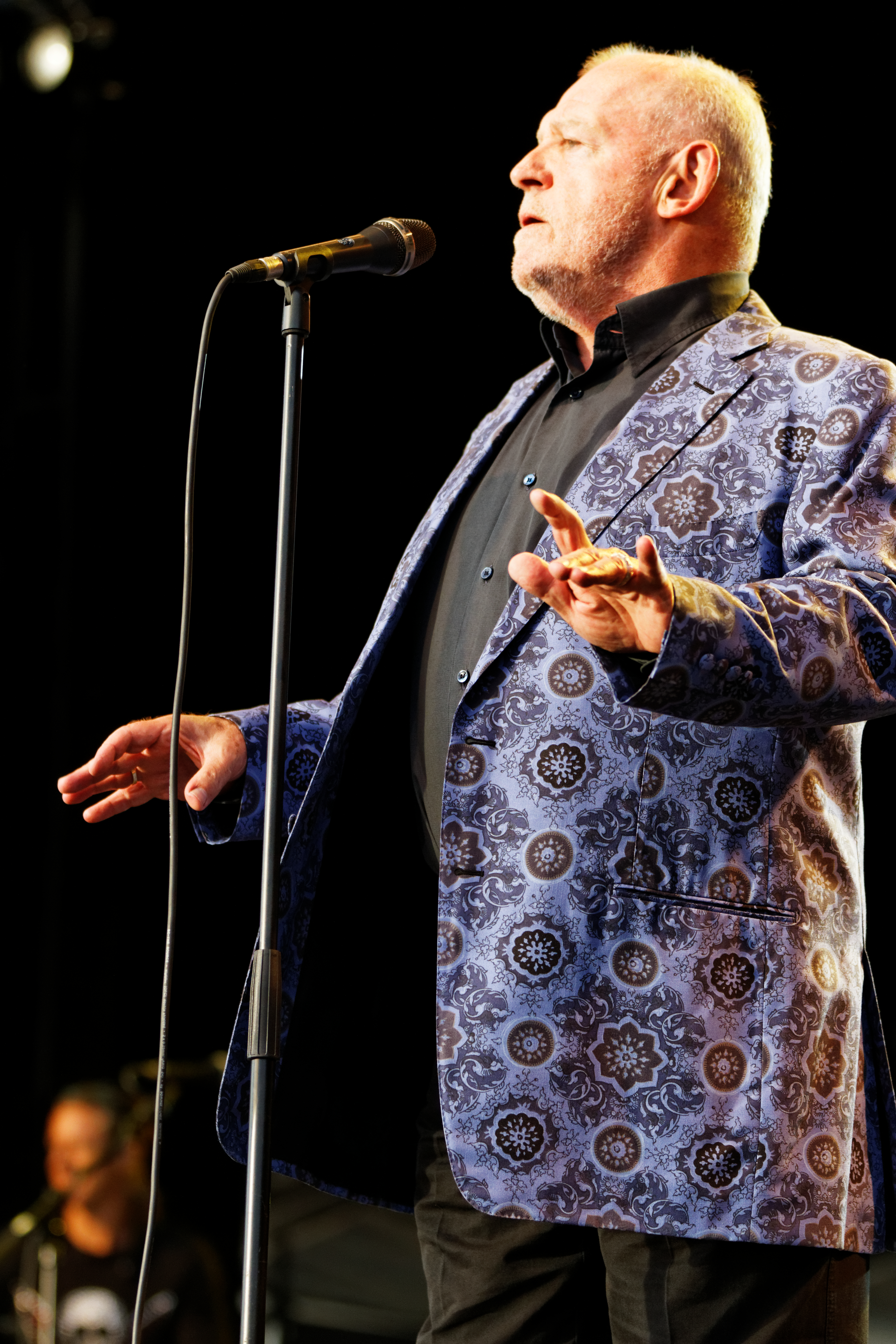
Joe Cocker es va allunyar de les seves arrels rock/blues en gravar «Up Where We Belong».

L'èxit de «Up Where We Belong» també va portar inconvenients per a Cocker. El propietari d'Island Records, Chris Blackwell, també l'odiava i no estava interessat a publicar-la. Havien publicat el primer projecte de Cocker per al segell, Sheffield Steel, el juny de 1982, just un mes abans que la cançó hauria de sortir a les botigues si havia de coincidir amb l'estrena de la pel·lícula. Cocker va dir: «La cançó es va gravar en qüestió d'hores. Sheffield Steel: hi vaig passar un any. I el senzill el va eclipsar durant la nit.» Però fins i tot ignorant el seu èxit, a Blackwell li molestava el fet que el duet no fos R&B, que és el que pretenia a Sheffield Steel.
Stewart Levine va produir el següent LP de Cocker, però com que no agradava a Blackwel, va deixar Island per Capitol. El nou segell també tenia reserves sobre el nombre de balades lentes incloses en el nou projecte. S'hi va incorporar un altre productor per donar un to diferent a l'àlbum, i el resultat va ser l'àlbum Civilized Man el 1984. Arribant només al número 133 del Billboard 200, va ser el seu àlbum d'estudi pitjor venut als EUA fins aquell moment.
Capitol ja havia rejovenit les carreres de Tina Turner i Heart a mitjan anys 80, per la qual cosa es va fer una empenta per fer-ho per al seu nou client amb el seu proper projecte, l'àlbum Cocker de 1986. El vicepresident de Capitol, Don Grierson, va explicar: «Després de la sortida de Civilized Man, Joe, Michael Lang [gerent de Cocker] i jo vam passar molt de temps concentrant-nos en què dimonis era realment Joe Cocker. I és la meva ferma creença que Joe és un rocker.» Per a ell, «Up Where We Belong» va ser una arma de doble fil. «Va ajudar Joe en un sentit, però va ser molt, molt perjudicial per a ell en un altre. Li va donar un rècord d'èxit i va tornar el seu nom al mercat de masses. Tanmateix, com que era un disc tan pop i a mig camí, va treure les arrels de Joe als ulls del públic i, sens dubte, a la indústria.»

## Crèdits i personal
Crèdits adaptats de les notes de l'àlbum de The Best of Joe Cocker.
- Joe Cocker - veu principal
- Jennifer Warnes - veu principal
- Stewart Levine - productor
- Abraham Laboriel – baix
- Leon «Ndugu» Chancler - bateria
- Louis Shelton - guitarra
- Bobby Lyle - teclats
- Robbie Buchanan - teclats
- Paulinho da Costa – percussió

## Gràfics
| Gràfic (1982–83)                          | Millor posició |
| ----------------------------------------- | -------------- |
| Alemanya (Offiziele Deutsche Charts)      | 6              |
| Austràlia (Kent Music Report)             | 1              |
| Austria (Ö3 Austria Top 40)               | 14             |
| Bèlgica (Ultratop Flandes)                | 32             |
| Canadà (RPM)                              | 1              |
| Canadà Adult Contemporary (RPM)           | 2              |
| Espanya (AFYVE)                           | 2              |
| Estats Units Billboard Adult Contemporary | 3              |
| Estats Units Billboard Hot 100            | 1              |
| Estats Units Cashbox Top 100              | 1              |
| Finlàndia (Suomen virallinen lista)       | 13             |
| Irlanda (IRMA)                            | 3              |
| Noruega (VG-lista)                        | 3              |
| Nova Zelanda (Recorded Music NZ)          | 3              |
| Regne Unit Singles (OCC)                  | 7              |
| Sud-àfrica (Springbok Radio)              | 1              |
| Suècia (Sverigetopplistan)                | 3              |
| Suïssa (Swiss Hitparade)                  | 7              |

| Gràfic (1982)            | Possició |
| ------------------------ | -------- |
| Canada (RPM) Top Singles | 23       |
| US Cash Box              | 9        |

| Gràfic (1983)                             | Possició |
| ----------------------------------------- | -------- |
| Austràlia (Kent Music Report)             | 5        |
| Estats Units Billboard Adult Contemporary | 45       |
| Estats Units Billboard Hot 100            | 27       |
| Sud-àfrica                                | 4        |
| Regne Unit (Gallup)                       | 56       |

## Certificacions i vendes
| País                                      | Certificació | Vendes    |
| ----------------------------------------- | ------------ | --------- |
| Austràlia (Aria)                          | Or           | 35.000    |
| Canadà (Music Canada)                     | Or           | 50.000    |
| Espanya (Productores de Música de España) | Or           | 25.000    |
| Regne Unit (BPI)                          | Plata        | 250.000   |
| Estats Units (RIAA)                       | Platí        | 1.000.000 |

## Versions i paròdies notables
La televangelista Tammy Faye Bakker va suggerir que BeBe i CeCe Winans, dos dels cantants de The PTL Club, enregistressin «Up Where We Belong» després d'escoltar el duet original en una botiga de discos, i Larnelle Harris va ajudar a BeBe a fer que les lletres fossin més atractives per a un Públic cristià. La seva versió de 1984 de la cançó del seu àlbum Lord Lift Us Up va arribar al número 27 a la llista de Christian Radio Hits emesa per SoundScan. El duo va tornar a gravar la seva versió gospel l'any 1996 per al seu àlbum Greatest Hits, i la seva nova versió va guanyar el premi GMA Dove de 1998 a la cançó de l'any gospel contemporània.
La part de la partitura d'Oficial i cavaller que Jennings va utilitzar per escriure el cor de «Up Where We Belong» es pot escoltar a l'escena final de la pel·lícula en la qual Gere agafa Winger als seus braços i la treu fora del fàbrica sent aplaudit pels companys de feina. L'última presa de la pel·lícula es congela a la seva sortida quan la partitura arriba a un gran final orquestral, i els crèdits comencen a rodar quan Cocker i Warnes comencen a cantar la cançó al cor. Tot i que la cançó en si s'escolta per separat de l'escena final, sovint ha ocupat el lloc de la partitura en paròdies de grans finals al llarg dels anys. Pel·lícules i programes de televisió que han utilitzat alguna variació de «Up Where We Belong» per fer-ho inclouen Bridget Jones's Baby, The Cleveland Show, Everybody Hates Chris, Family Guy, Friends, The Goldbergs, The Office, Sabrina, the Teenage Witch, Scrubs, Els Simpson i South Park.